# Чайка, Пайтан Герасимович
Пайта́н Гера́симович Ча́йка  (1915—1981) — советский рыбак, бригадир рыбобазы «Рыбное» Рыбновского рыбокомбината Сахалинской области. Герой Социалистического Труда, первый нивх, удостоенный этого звания.

## Биография
Пайтан Чайка родился в семье рыбака-нивха в 1915 году в стойбище Юкво Тымовского участка Сахалинской области (ныне территория Охинского района). В 18 лет начал работать рыбаком в рыболовецком колхозе «Большевик». Затем, по окончании технических курсов мотористов, был переведён на рыболовецкий катер. В 1939 году принял участие на проходящей в Москве Всесоюзной сельскохозяйственной выставке.
Во время Великой Отечественной войны Пайтан Герасимович руководил рыболовецкой бригадой колхоза, за что впоследствии был награждён медалью «За доблестный труд в Великой Отечественной войне 1941—1945 гг.». В то же время Чайка вступил в ряды коммунистической партии. После окончания войны он остался на должности руководителя бригады и ввёл передовые методы организации труда, позволявшие рыбакам перевыполнять поставленный план в несколько раз.
За выдающиеся трудовые успехи и достигнутые высокие показатели добычи рыбы указом Президиума Верховного Совета СССР от 2 марта 1957 года Чайке Пайтану Герасимовичу было присвоено звание Героя Социалистического Труда с вручением ордена Ленина и золотой медали «Серп и Молот».
Выйдя в 1960 году на пенсию, он работал инструктором организационного отдела по воспитательной работе среди народов Севера, затем звеньевым рыболовецкого звена колхоза «Красная Заря». Умер Пайтан Герасимович 3 сентября 1981 года, в возрасте 66 лет в селе Некрасовка Сахалинской области.

## Награды
- медаль «Серп и Молот» Героя Социалистического Труда
- Орден Ленина
- Медаль «За доблестный труд в Великой Отечественной войне 1941—1945 гг.»
- Орден Октябрьской Революции
- Медаль «В ознаменование 100-летия со дня рождения Владимира Ильича Ленина»
- Медаль «Ветеран труда»

## Публикации в периодике
- П. Чайка. Счастье моего народа // Советский Сахалин. — 1967. — 12 марта (№ 60). — С. 3.